# Gran Premi d'Espanya de motociclisme de 1968
El Gran Premi d'Espanya de motociclisme de 1968 fou la segona cursa de la temporada 1968 de motociclisme. La cursa es disputà al Circuit de Montjuïc (Barcelona, Catalunya) el dia 5 de maig de 1968.
A la cursa de 125cc, Salvador Cañellas aprofità l'abandonament de les dues Yamaha oficials per a aconseguir la primera victòria d'un català en un Gran Premi, al manillar de la seva Bultaco TSS.

## 500 cc
20 pilots inscrits.

### Arribats a la meta

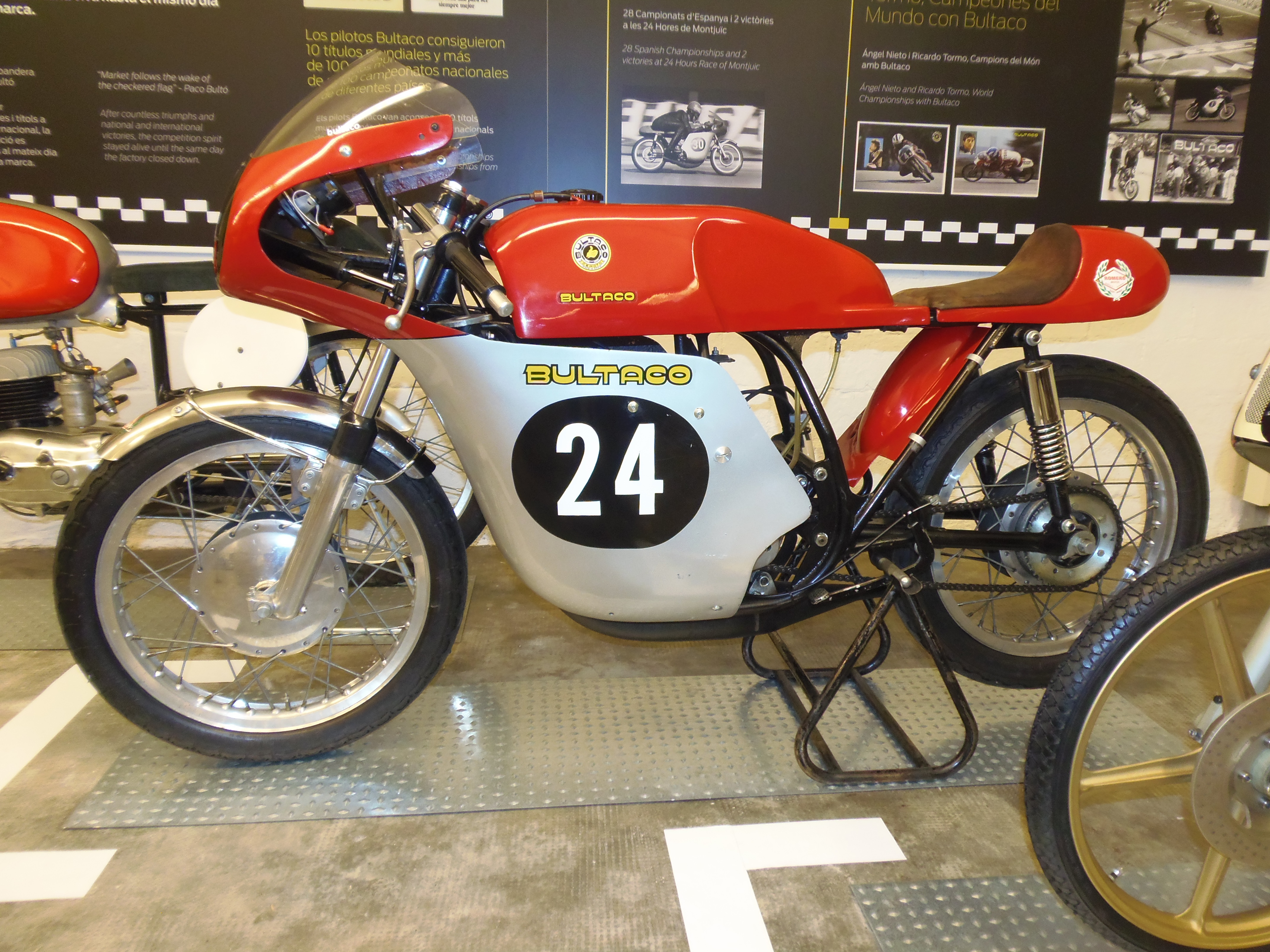
Reproducció de la Bultaco TSS 125 núm. 24 amb què Salvador Cañellas aconseguí la victòria

| Pos. | Pilot             | Moto           | Temps         | Punts |
| ---- | ----------------- | -------------- | ------------- | ----- |
| 1    | Giacomo Agostini  | MV Agusta      | 1h 16' 16" 61 | 8     |
| 2    | Jack Findlay      | Matchless      | +1' 01" 35    | 6     |
| 3    | John Dodds        | Norton         | +1 volta      | 4     |
| 4    | Angelo Bergamonti | Hannah Paton   | +1 volta      | 3     |
| 5    | Gyula Marsovszky  | Matchless      | +1 volta      | 2     |
| 6    | Rex Butcher       | Norton         | +1 volta      | 1     |
| 7    | Walter Scheimann  | Norton         |               |       |
| 8    | Gordon Keith      | Monard-Triumph |               |       |
| 9    | Paul Eickelberg   | Norton         |               |       |

### Retirats
| Pilot             | Moto      | Motiu retirada |
| ----------------- | --------- | -------------- |
| Silvio Grassetti  | Bianchi   |                |
| Derek Lee         | Matchless |                |
| Ginger Molloy     | Bultaco   |                |
| Bruno Spaggiari   | Ducati    |                |
| Salvador Cañellas | Bultaco   |                |

## 250 cc
37 pilots inscrits.

### Arribats a la meta
| Pos. | Pilot             | Moto      | Temps         | Punts |
| ---- | ----------------- | --------- | ------------- | ----- |
| 1    | Phil Read         | Yamaha    | 1h 03' 28" 33 | 8     |
| 2    | Heinz Rosner      | MZ        | +1' 29" 06    | 6     |
| 3    | Ginger Molloy     | Bultaco   | +1 volta      | 4     |
| 4    | Carles Giró       | OSSA      | +1 volta      | 3     |
| 5    | Carles Rocamora   | Bultaco   |               | 2     |
| 6    | Paul Eickelberg   | Aermacchi |               | 1     |
| 7    | Robert Blanch     | Montesa   |               |       |
| 8    | Barry Smith       | Derbi     |               |       |
| 9    | Pedro Alvarez     | Bultaco   |               |       |
| 10   | Angelo Bergamonti | Aermacchi |               |       |
| 11   | Brian Smith       | Aermacchi |               |       |
| 12   | Tommy Robb        | Bultaco   |               |       |

## 125 cc
32 pilots inscrits.

### Arribats a la meta
| Pos. | Pilot             | Moto    | Temps      | Punts |
| ---- | ----------------- | ------- | ---------- | ----- |
| 1    | Salvador Cañellas | Bultaco | 55' 03" 94 | 8     |
| 2    | Ginger Molloy     | Bultaco | +29" 19    | 6     |
| 3    | Heinz Rosner      | MZ      | +1' 47" 02 | 4     |
| 4    | Walter Scheimann  | Honda   | +1' 49" 87 | 3     |
| 5    | Tommy Robb        | Bultaco |            | 2     |
| 6    | Pedro Alvarez     | Bultaco |            | 1     |
| 7    | Joan Bordons      | Bultaco |            |       |
| 8    | Brian Smith       | Honda   |            |       |

## 50 cc
20 pilots inscrits.

### Arribats a la meta
| Pos. | Pilot                | Moto     | Temps      | Punts |
| ---- | -------------------- | -------- | ---------- | ----- |
| 1    | Hans-Georg Anscheidt | Suzuki   | 33' 29" 94 | 8     |
| 2    | Angel Nieto          | Derbi    | +0" 43     | 6     |
| 3    | Barry Smith          | Derbi    | +23" 63    | 4     |
| 4    | Paul Lodewijkx       | Jamathi  | +44" 94    | 3     |
| 5    | Carles Giró          | Derbi    | +1' 49" 85 | 2     |
| 6    | Francesc Cufí        | Derbi    |            | 1     |
| 7    | Benjamí Grau         | Derbi    |            |       |
| 8    | Joan Parés           | Derbi    |            |       |
| 9    | Herbert Denzler      | Kreidler |            |       |
| 10   | Josep Maria Mañer    | Derbi    |            |       |
| 11   | Manuel Varea         | Derbi    |            |       |
| 12   | Jean-Louis Pasquier  | Derbi    |            |       |